# Vestel Karayel
Vestel Karayel (dt.: schwarzer Wind bzw. Nordwestwind) ist ein unbemanntes Luftfahrzeug des türkischen Herstellers Vestel. Es ist seit Ende 2015 im Dienst der Türkischen Streitkräfte.

## Technische Daten
| Kenngröße        | Daten    |
| ---------------- | -------- |
| Länge            | 8 m      |
| Spannweite       | 11,5 m   |
| Nutzlast         | 35 kg    |
| max. Startmasse  | 500 kg   |
| Dienstgipfelhöhe | 22500 ft |
| max. Flugzeit    | 20 h     |

## Vergleichbare Flugzeuge
- TAI Anka
- General Atomics MQ-1
- IAI Heron
- General Atomics MQ-9
- DRDO Rustom